# Hanns-Joachim Riedel
Hanns-Joachim Riedel (* 1. Mai 1910 in Hamm; † nach 1976) war ein deutscher Ingenieur. Er ist Pionier auf dem Gebiet der Steinkohleverstromung.

## Leben
Riedel studierte Ingenieurwissenschaften und schloss mit Diplom ab. Bis 1965 war er stellvertretender, dann ordentliches Vorstandsmitglied der Bergwerksgesellschaft Hibernia AG in Herne. Er wurde Vorsitzender des Vorstandes der VEBA Kraftwerke Ruhr AG (VKR) und 1974 Vorstandsmitglied der VEBA. 1976 ging er in den Ruhestand.

## Ehrungen
- 1976: Großes Verdienstkreuz der Bundesrepublik Deutschland